# Umberto Ziveri

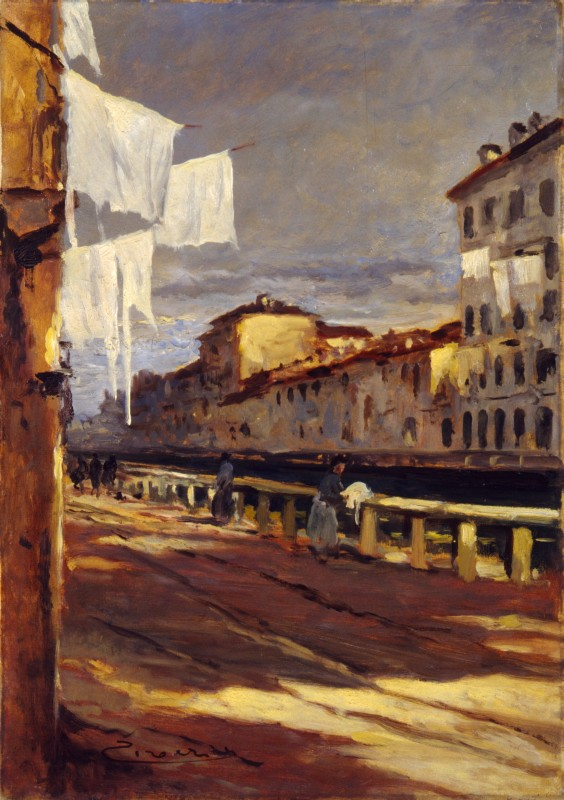
Naviglio, 1930-1940 (Fondazione Cariplo)

Umberto Ziveri (Milano, 1891 – Milano, 26 maggio 1971) è stato un pittore italiano.